# Kota Langsa
Kota Langsa es una de las regencias o municipios (kota) localizada en la provincia de Aceh, en Indonesia. 
La Kota Langsa comprende una superficie de 262 km² y ocupa parte del norte de la isla de Sumatra. Se localiza en la costa este de la provincia de Aceh. La población se estima en unos 173.959 habitantes.
El kabupaten se divide a su vez en 5 Kecamatan, 51 Kelurahan / Desa.

## Lista de Kecamatan
1. Langsa Kota
2. Langsa Barat
3. Langsa Lama
4. Langsa Teungoh
5. Langsa Timur

## Enlaces
- Website de la kota de Langsa (en indonesio)

- Datos: Q5781
- Multimedia: Langsa / Q5781